# Heniochus singularius
El pez estandarte singular (Heniochus singularius) es un pez marino, de la familia de los Chaetodontidae.
Su nombre común es pez estandarte singular, y es la especie de mayor tamaño de su género.

## Morfología
Presentan la cuarta espina de su aleta dorsal en forma de largo filamento, de color blanco, que en los ejemplares juveniles es más largo. Características distintivas son, una protuberancia en la nuca, un anillo de color blanco alrededor de la boca, y, en ejemplares adultos, el tener las escamas de la franja central blanca con su centro en negro.
Su cuerpo, está decorado con tres franjas negras sobre fondo blanco, y tonalidades amarillas en el resto de la aleta dorsal y caudal, las aletas pelvianas son negras. La primera de las franjas, se extiende desde la parte superior de la cabeza, atravesando la parte delantera de la cabeza, ojos, y la punta de la boca. La segunda franja, cubre desde la parte delantera del "estandarte", cubriendo las aletas pectorales, hasta las aletas pelvianas. Y la tercera franja, va desde la parte trasera del "estandarte", cubriendo la parte posterior del cuerpo, hasta las aletas anales.
Su cuerpo es aplanado y comprimido lateralmente. Tiene entre 10 y 11 espinas dorsales, entre 25 y 27 radios blandos dorsales, 3 espinas anales, y, entre 17 y 18 radios blandos anales.
Alcanza los 30 cm de largo, siendo la mayor especie del género.

## Hábitat y distribución
Esta especie se encuentra en zonas con crecimiento coralino, en laderas de arrecifes interiores y exteriores. Suelen divisarse en restos de naufragios. Los juveniles suelen frecuentar lagunas, aunque también se encuentran a más profundidad, en cuevas y otros refugios. Viven solitarios o en pequeños grupos.
Su rango de profundidad es entre 2 y 40 m, pero lo usual es encontrarlos debajo de los 15 m.
Su rango geográfico de distribución abarca el Indo-Pacífico, desde las islas Maldivas y Chagos, en el oeste, hasta Samoa, en el este. Y, desde el sur de Japón, en el norte, hasta Australia, en el sur. Es especie nativa de Australia; Birmania; Filipinas; Fiyi; Guam; India; islas de Andaman y Nicobar; Indonesia; Japón; Malasia; Maldivas; islas Marianas; islas Marshall; Micronesia; Nueva Caledonia; Niue; Palaos; Papúa Nueva Guinea; Samoa; Singapur; islas Salomón; Tailandia; Taiwán; Tonga; Vanuatu; Viet Nam y Wallis y Futuna.

## Alimentación
Se nutre principalmente de pólipos de coral, algas y varios invertebrados bentónicos.

## Reproducción
Es dioico y ovíparo, de fertilización externa, y en cada desove suelta entre 3.000 y 4.000 huevos a la corriente, que los traslada a la parte superior de la columna de agua. Son pelágicos. Forman parejas durante el ciclo reproductivo.

## Mantenimiento
Son muy sensibles al amoniaco y al nitrito pero también lo son a pequeñas concentraciones de nitrato. Valores superiores a los 20 mg/litro pueden degenerar en casos de exoftalmia, normalmente en uno de sus ojos.
No son habituales en el comercio de acuariofilia, aunque la mayoría de los especímenes suelen estar habituados a alimentarse con mysis y artemia congelados. No obstante, en ocasiones, su mantenimiento con invertebrados presenta reservas, ya que aunque los Heniochus que podemos encontrar en el comercio, están aclimatados a la alimentación corriente: artemia, mysis, papillas, algas desecadas e incluso pienso o gránulos, no debemos olvidar que son peces mariposa. Por tanto, su mantenimiento con determinadas especies de corales, como clavularias, pachyclavularia, palythoa o similares, presenta ciertos riesgos. Es tolerante con el resto de compañeros de un acuario de arrecife.